# Атака на авіабазу Сольці
Ата́ка на авіаба́зу Сольці — імовірний обстріл українськими військами російської авіабази Сольці в Новгородській області, що відбувся 19 серпня 2023 року під час вторгнення Росії в Україну.

## Підстави
На аеродромі «Сольці» базувалися літаки Ту22М3, які здійснювали атаки на територію України.

## Реакції
Міноборони Росії заявили про пожежу і 1 постраждалий літак Ту-22М3. Вони також заявили що через проблеми у виробництві літак неможливо замінити.
BBC повідомляв, що український дрон міг знищити літак.
Кирило Буданов заявив, що ця атака змогла скоротити можливість ударів ракетами Х-22
ISW заявив, що 2 літаки могли бути пошкоджені.
The Economist пише, що задіяно БпЛА "Морок".

## Подальші події
21 серпня 2023 Planet labs опублікував супутникові знімки аеродрому.